# マルグリット・ドルレアン (1846-1893)
マルグリット・アデライード・マリー・ドルレアン（フランス語：Marguerite Adélaïde Marie d'Orléans；ポーランド語：Małgorzata Adelajda Maria Orleańska、1846年2月16日 - 1893年10月25日）は、7月王政期のフランスの王族。

## 生涯
フランス王ルイ・フィリップの次男であるヌムール公ルイと、その妻ヴィクトリア・フォン・ザクセン＝コーブルク＝コハーリとの間に生まれた。
1872年1月15日、シャンティイで亡命中のポーランド人大貴族ヴワディスワフ・チャルトリスキ公と結婚した。ヴワディスワフはアダム・イェジ・チャルトリスキ公の次男である。夫妻は2人の息子をもうけた。
- アダム・ルドヴィク（1872年 - 1937年）
- ヴィトルト・カジミェシュ（1876年 - 1911年）

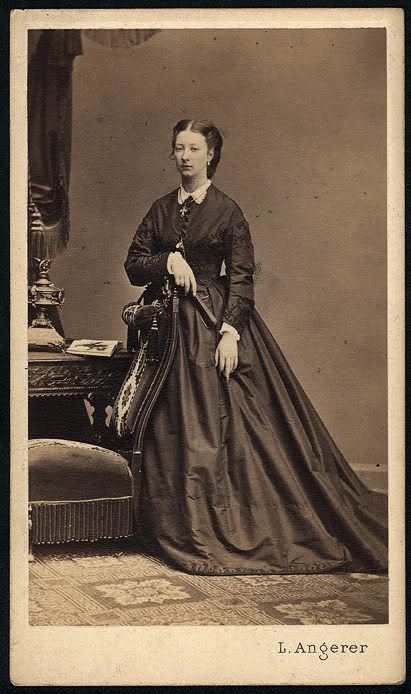
マルグリット・ドルレアン